# Шейхзаманлы, Наги Салех оглы
Наги Салех оглы Шейхзаманлы (азерб. Nağı bəy Saleh bəy oğlu Şeyxzamanlı; 1883—1967) — второй руководитель организации по борьбе с контрреволюцией — спецслужбы Азербайджана.
Наги Шейхзаманлы родился в 1883 году в городе Гянджа.
С молодых лет активно участвовал в общественно-политической жизни Азербайджана, сначала в Гяндже был членом партии «Дифаи», основанной в 1905 году, после в 1917 году перешёл в партию основанной Насиб-беком Усуббековым «Турк Адами-Меркезият». В мае того же 1917 года, после слияния данной партии с «Мусульманским демократическим Мусаватом» Наги Шейхзаманлы продолжил свою активную общественно-политическую деятельность в коалиции «Мусават».
В августе 1919 года был назначен начальником «Организации по борьбе с контрреволюцией». В начале марта 1920 года постановлением правительства «Организация по борьбе с контрреволюцией» была упразднена.
В преддверии Второй мировой войны Шейхзаманлы, а также такие члены азербайджанской эмиграции как Халил Хасмамедов, Мамед Эмин Расулзаде, Шафи-бек Рустамбеков, Фуад Эмирджан стали рассматривать участие в войне на стороне Германии как последнюю возможность восстановления утраченной независимости.
Будучи в эмиграции, опубликовал ряд произведений, отражавших мысли и воспоминания об общественно-политических событиях, имевших место в Азербайджане. Публиковавший, свои произведения под псевдонимом Кейкурун, Наги Шейхзаманлы в 1957 году в Стамбуле выпустил ряд книг под названиями «Великий меценат Гаджи Зейналабдин Тагиев», в 1963 году — «Исповедь» и в 1964 году «Воспоминания о борьбе за независимость Азербайджана». Сборник произведений последних двух книг автора повторно были изданы Министерством национальной безопасности Азербайджанской Республики в 2004 году. Наги Шейхзаманлы умер в 1967 году в США.

## Галерея
- Могила Наги Шейхзаманлы на кладбище Ферикёй